# Giải bóng đá hạng nhì quốc gia Cộng hòa Síp 1984–85
Giải bóng đá hạng nhì quốc gia Cộng hòa Síp 1984–85 là mùa giải thứ 30 của bóng đá hạng nhì Cộng hòa Síp. Ermis Aradippou FC giành danh hiệu thứ 2.

## Thể thức thi đấu
Có 14 đội tham gia Giải bóng đá hạng nhì quốc gia Cộng hòa Síp 1984–85. Tất cả các đội đều thi đấu 2 trận, một trân sân nhà và một trận sân khách. Đội nhiều điểm nhất sẽ lên ngôi vô địch. Hai đội đầu bảng xuống hạng Giải bóng đá hạng nhất quốc gia Cộng hòa Síp 1985–86. Hai đội cuối bảng xuống hạng Giải bóng đá hạng ba quốc gia Cộng hòa Síp 1985–86.

### Hệ thống điểm
Các đội bóng nhận được 2 điểm cho một trận thắng, 1 điểm cho một trận hòa và 0 điểm cho một trận thua.

## Thay đổi so với mùa giải trước
Các đội thăng hạng Giải bóng đá hạng nhất quốc gia Cộng hòa Síp 1984–85
- Olympiakos Nicosia
- Evagoras Paphos

Các đội xuống hạng từ Giải bóng đá hạng nhất quốc gia Cộng hòa Síp 1983–84
- Ethnikos Achna FC
- Ermis Aradippou FC

Các đội thăng hạng từ Giải bóng đá hạng ba quốc gia Cộng hòa Síp 1983–84
- Adonis Idaliou
- Akritas Chlorakas

Các đội xuống hạng Giải bóng đá hạng ba quốc gia Cộng hòa Síp 1984–85
- AEM Morphou
- Kentro Neotitas Maroniton

## Bảng xếp hạng
| Vị thứ | Đội                    | St. | T. | H. | B. | BT. | BB. | BT. | Đ. | Ghi chú                                                                  |
| ------ | ---------------------- | --- | -- | -- | -- | --- | --- | --- | -- | ------------------------------------------------------------------------ |
| 1      | Ermis Aradippou FC     | 26  |    |    |    | 43  | 15  | +28 | 41 | Vô địch-thăng hạng Giải bóng đá hạng nhất quốc gia Cộng hòa Síp 1985–86. |
| 2      | APOP Paphos FC         | 26  |    |    |    | 67  | 24  | +43 | 39 | Thăng hạng Giải bóng đá hạng nhất quốc gia Cộng hòa Síp 1985–86.         |
| 3      | Ethnikos Achna FC      | 26  |    |    |    | 59  | 29  | +30 | 36 |                                                                          |
| 4      | Orfeas Nicosia         | 26  |    |    |    | 40  | 33  | +7  | 30 |                                                                          |
| 5      | Doxa Katokopias FC     | 26  |    |    |    | 39  | 36  | +3  | 25 |                                                                          |
| 6      | PAEEK FC               | 26  |    |    |    | 27  | 30  | -3  | 25 |                                                                          |
| 7      | Anagennisi Deryneia FC | 26  |    |    |    | 35  | 41  | -6  | 25 |                                                                          |
| 8      | Adonis Idaliou         | 26  |    |    |    | 35  | 37  | -2  | 23 |                                                                          |
| 9      | Keravnos Strovolou FC  | 26  |    |    |    | 26  | 39  | -13 | 23 |                                                                          |
| 10     | Akritas Chlorakas      | 26  |    |    |    | 30  | 45  | -15 | 21 |                                                                          |
| 11     | ENTHOI Lakatamia FC    | 26  |    |    |    | 25  | 41  | -16 | 21 |                                                                          |
| 12     | Apollon Lympion        | 26  |    |    |    | 19  | 27  | -8  | 20 |                                                                          |
| 13     | Chalkanoras Idaliou    | 26  |    |    |    | 20  | 43  | -23 | 20 | Xuống hạng Giải bóng đá hạng ba quốc gia Cộng hòa Síp 1985–86.           |
| 14     | Digenis Akritas Ipsona | 26  |    |    |    | 21  | 46  | -25 | 15 | Xuống hạng Giải bóng đá hạng ba quốc gia Cộng hòa Síp 1985–86.           |

Hệ thống điểm: Thắng=2 điểm, Hòa=1 điểm, Thua=0 điểm
Quy tắc xếp hạng: 1) Điểm, 2) Hiệu số, 3) Bàn thắng